# Đảng Quốc đại Ấn Độ
Đảng Đại hội Dân tộc Ấn Độ (tiếng Hindi: भारतीय राष्ट्रीय कांग्रेस, viết tắt là INC) là một trong hai đảng chính trị lớn của Ấn Độ, đảng còn lại là Đảng Nhân dân Ấn Độ. Đây là một trong những đảng dân chủ lâu đời nhất trên thế giới. Đường lối tự do xã hội được nhiều người xem là trung tả trong nền chính trị Ấn Độ. Được thành lập năm 1885 bởi các thành viên của phong trào occultist Theosophical Society—Allan Octavian Hume, Dadabhai Naoroji, Dinshaw Wacha, Womesh Chandra Bonnerjee, Surendranath Banerjee, Monomohun Ghose, Mahadev Govind Ranade và William Wedderburn—Đảng Đại hội Dân tộc Ấn Độ đã trở thành lãnh đạo của phong trào độc lập Ấn Độ, với hơn 15 triệu đảng viên và 70 triệu người tham gia vào cuộc đấu tranh chống lại sự cai trị của Anh ở Ấn Độ. Sau khi độc lập năm 1947, đảng này trở thành đảng chính của Ấn Độ, lãnh đạo bởi gia đình Nehru-Gandhi trong phần lớn thời gian.
Các chủ tịch Đảng Đại hội Dân tộc Ấn Độ từ năm 1885 đến nay:
| Womesh Chunder Bonnerjee      |  | ngày 29 tháng 12 năm 1844 – 1906                      | 1885      | Bombay                     |
| Dadabhai Naoroji              |  | ngày 4 tháng 9 năm 1825 – 1917                        | 1886      | Calcutta                   |
| Badruddin Tyabji              |  | ngày 10 tháng 10 năm 1844 – 1906                      | 1887      | Madras                     |
| George Yule                   |  | 1829–1892                                             | 1888      | Allahabad                  |
| William Wedderburn            |  | 1838–1918                                             | 1889      | Bombay                     |
| Pherozeshah Mehta             |  | 4/8/1845 – 1915                                       | 1890      | Calcutta                   |
| Anandacharlu                  |  | 8/1843– 1908                                          | 1891      | Nagpur                     |
| Womesh Chunder Bonnerjee      |  | 29/12/1844 – 1906                                     | 1892      | Allahabad                  |
| Dadabhai Naoroji              |  | 4/9/1848 – 1925                                       | 1893      | Lahore                     |
| Alfred Webb                   |  | 1834–1908                                             | 1894      | Madras                     |
| Surendranath Banerjee         |  | ngày 10 tháng 11 năm 1848 – 1925                      | 1895      | Poona                      |
| Rahimtulla M. Sayani          |  | ngày 5 tháng 4 năm 1847 – 1902                        | 1896      | Calcutta                   |
| C. Sankaran Nair              |  | ngày 11 tháng 7 năm 1857 – 1934                       | 1897      | Amraoti                    |
| Anandamohan Bose              |  | ngày 23 tháng 9 năm 1847 – 1906                       | 1898      | Madras                     |
| Romesh Chunder Dutt           |  | ngày 13 tháng 8 năm 1848 – 1909                       | 1899      | Lucknow                    |
| N. G. Chandavarkar            |  | ngày 2 tháng 12 năm 1855 – 1923                       | 1900      | Lahore                     |
| Dinshaw Edulji Wacha          |  | ngày 2 tháng 8 năm 1844 – 1936                        | 1901      | Calcutta                   |
| Surendranath Banerjee         |  | ngày 10 tháng 11 năm 1825 – 1917                      | 1902      | Ahmedabad                  |
| Lalmohan Ghosh                |  | 1848–1909                                             | 1903      | Madras                     |
| Henry Cotton                  |  | 1845–1915                                             | 1904      | Bombay                     |
| Gopal Krishna Gokhale         |  | ngày 9 tháng 5 năm 1866 – 1915                        | 1905      | Benares                    |
| Dadabhai Naoroji              |  | ngày 4 tháng 9 năm 1825 – 1917                        | 1906      | Calcutta                   |
| Rashbihari Ghosh              |  | ngày 23 tháng 12 năm 1845 – 1921                      | 1907      | Surat                      |
| Rashbihari Ghosh              |  | ngày 23 tháng 12 năm 1845 – 1921                      | 1908      | Madras                     |
| Madan Mohan Malaviya          |  | ngày 25 tháng 12 năm 1861 – 1946                      | 1909      | Lahore                     |
| William Wedderburn            |  | 1838–1918                                             | 1910      | Allahabad                  |
| Bishan Narayan Dar            |  | 1864–1916                                             | 1911      | Calcutta                   |
| Raghunath Narasinha Mudholkar |  | 1857–1921                                             | 1912      | Bankipur                   |
| Nawab Syed Muhammad Bahadur   |  | ?- 1919                                               | 1913      | Karachi                    |
| Bhupendra Nath Bose           |  | 1859–1924                                             | 1914      | Madras                     |
| Satyendra Prasanna Sinha      |  | March 1863– 1928                                      | 1915      | Bombay                     |
| Ambica Charan Mazumdar        |  | 1850–1922                                             | 1916      | Lucknow                    |
| Annie Besant                  |  | ngày 1 tháng 10 năm 1847 – 1933                       | 1917      | Calcutta                   |
| Madan Mohan Malaviya          |  | ngày 25 tháng 12 năm 1861 – 1946                      | 1918      | Delhi                      |
| Syed Hasan Imam               |  | ngày 31 tháng 8 năm 1871 – 1933                       | 1918      | Bombay (Special Session)   |
| Motilal Nehru                 |  | ngày 6 tháng 5 năm 1861– ngày 6 tháng 2 năm 1931      | 1919      | Amritsar                   |
| Lala Lajpat Rai               |  | ngày 28 tháng 1 năm 1865– ngày 17 tháng 11 năm 1928   | 1920      | Calcutta (Special Session) |
| C. Vijayaraghavachariar       |  | 1852– ngày 19 tháng 4 năm 1944                        | 1920      | Nagpur                     |
| Hakim Ajmal Khan              |  | 1863– ngày 29 tháng 12 năm 1927                       | 1921      | Ahmedabad                  |
| Deshbandhu Chittaranjan Das   |  | ngày 5 tháng 11 năm 1870– ngày 16 tháng 6 năm 1925    | 1922      | Gaya                       |
| Muhammad Ali Jouhar           |  | ngày 10 tháng 12 năm 1878– ngày 4 tháng 1 năm 1931    | 1923      | Kakinada                   |
| Abul Kalam Azad               |  | 1888– ngày 22 tháng 2 năm 1958                        | 1923      | Delhi (Special Session)    |
| Mohandas K. Gandhi            |  | ngày 2 tháng 10 năm 1869– ngày 30 tháng 1 năm 1948    | 1924      | Belgaum                    |
| Sarojini Naidu                |  | ngày 13 tháng 2 năm 1879– ngày 2 tháng 3 năm 1949     | 1925      | Kanpur                     |
| S. Srinivasa Iyengar          |  | ngày 11 tháng 9 năm 1874– ngày 19 tháng 5 năm 1941    | 1926      | Gauhati                    |
| Mukhtar Ahmed Ansari          |  | ngày 25 tháng 12 năm 1880– ngày 10 tháng 5 năm 1936   | 1927      | Madras                     |
| Motilal Nehru                 |  | ngày 6 tháng 5 năm 1861– ngày 6 tháng 2 năm 1931      | 1928      | Calcutta                   |
| Jawaharlal Nehru              |  | ngày 14 tháng 11 năm 1889– ngày 27 tháng 5 năm 1964   | 1929 & 30 | Lahore                     |
| Vallabhbhai Patel             |  | ngày 31 tháng 10 năm 1875– ngày 15 tháng 12 năm 1950  | 1931      | Karachi                    |
| Madan Mohan Malaviya          |  | ngày 25 tháng 12 năm 1861 – 1946                      | 1932      | Delhi                      |
| Madan Mohan Malaviya          |  | ngày 25 tháng 12 năm 1861 – 1946                      | 1933      | Calcutta                   |
| Nellie Sengupta               |  | 1886–1973                                             | 1933      | Calcutta                   |
| Rajendra Prasad               |  | ngày 3 tháng 12 năm 1884– ngày 28 tháng 2 năm 1963    | 1934 & 35 | Bombay                     |
| Jawaharlal Nehru              |  | ngày 14 tháng 11 năm 1889– ngày 27 tháng 5 năm 1964   | 1936      | Lucknow                    |
| Jawaharlal Nehru              |  | ngày 14 tháng 11 năm 1889– ngày 27 tháng 5 năm 1964   | 1936& 37  | Faizpur                    |
| Subhas Chandra Bose           |  | ngày 23 tháng 1 năm 1897– ngày 18 tháng 8 năm 1945    | 1938      | Haripura                   |
| Subhas Chandra Bose           |  | ngày 23 tháng 1 năm 1897– ngày 18 tháng 8 năm 1945    | 1939      | Tripuri                    |
| Abul Kalam Azad               |  | 1888– ngày 22 tháng 2 năm 1958                        | 1940–46   | Ramgarh                    |
| J. B. Kripalani               |  | 1888– ngày 19 tháng 3 năm 1982                        | 1947      | Meerut                     |
| Pattabhi Sitaraimayya         |  | ngày 24 tháng 12 năm 1880– ngày 17 tháng 12 năm 1959  | 1948 & 49 | Jaipur                     |
| Purushottam Das Tandon        |  | ngày 1 tháng 8 năm 1882– ngày 1 tháng 7 năm 1961      | 1950      | Nasik                      |
| Jawaharlal Nehru              |  | ngày 14 tháng 11 năm 1889– ngày 27 tháng 5 năm 1964   | 1951 & 52 | Delhi                      |
| Jawaharlal Nehru              |  | ngày 14 tháng 11 năm 1889– ngày 27 tháng 5 năm 1964   | 1953      | Hyderabad                  |
| Jawaharlal Nehru              |  | ngày 14 tháng 11 năm 1889– ngày 27 tháng 5 năm 1964   | 1954      | Calcutta                   |
| U. N. Dhebar                  |  | ngày 21 tháng 9 năm 1905 – 1977                       | 1955      | Avadi                      |
| U. N. Dhebar                  |  | ngày 21 tháng 9 năm 1905 – 1977                       | 1956      | Amritsar                   |
| U. N. Dhebar                  |  | ngày 21 tháng 9 năm 1905 – 1977                       | 1957      | Indore                     |
| U. N. Dhebar                  |  | ngày 21 tháng 9 năm 1905 – 1977                       | 1958      | Gauhati                    |
| U. N. Dhebar                  |  | ngày 21 tháng 9 năm 1905 – 1977                       | 1959      | Nagpur                     |
| Indira Gandhi                 |  | ngày 19 tháng 11 năm 1917– ngày 31 tháng 10 năm 1984  | 1959      | Delhi                      |
| Neelam Sanjiva Reddy          |  | ngày 19 tháng 5 năm 1913– ngày 1 tháng 6 năm 1996     | 1960      | Bangalore                  |
| Neelam Sanjiva Reddy          |  | ngày 19 tháng 5 năm 1913– ngày 1 tháng 6 năm 1996     | 1961      | Bhavnagar                  |
| Neelam Sanjiva Reddy          |  | ngày 19 tháng 5 năm 1913– ngày 1 tháng 6 năm 1996     | 1962 & 63 | Patna                      |
| K. Kamaraj                    |  | ngày 15 tháng 7 năm 1903– ngày 2 tháng 10 năm 1975    | 1964      | Bhubaneswar                |
| K. Kamaraj                    |  | ngày 15 tháng 7 năm 1903– ngày 2 tháng 10 năm 1975    | 1965      | Durgapur                   |
| K. Kamaraj                    |  | ngày 15 tháng 7 năm 1903– ngày 2 tháng 10 năm 1975    | 1966 & 67 | Jaipur                     |
| S. Nijalingappa               |  | ngày 10 tháng 12 năm 1902– ngày 9 tháng 8 năm 2000    | 1968      | Hyderabad                  |
| S. Nijalingappa               |  | ngày 15 tháng 12 năm 1992– ngày 9 tháng 8 năm 2000    | 1968      | gujarat                    |
| P. Mehul                      |  | ngày 10 tháng 12 năm 1902– ngày 9 tháng 8 năm 2000    | 1969      | Faridabad                  |
| Jagjivan Ram                  |  | ngày 5 tháng 4 năm 1908– ngày 6 tháng 7 năm 1986      | 1970 & 71 | Bombay                     |
| Shankar Dayal Sharma          |  | ngày 19 tháng 8 năm 1918– ngày 26 tháng 12 năm 1999   | 1972– 74  | Calcutta                   |
| Devakanta Barua               |  | ngày 22 tháng 2 năm 1914 – 1996                       | 1975– 77  | Chandigarh                 |
| Indira Gandhi                 |  | ngày 19 tháng 11 năm 1917 – ngày 31 tháng 10 năm 1984 | 1978 – 83 | Delhi                      |
| Indira Gandhi                 |  | ngày 19 tháng 11 năm 1917 – ngày 31 tháng 10 năm 1984 | 1983-84   | Calcutta                   |
| Rajiv Gandhi                  |  | ngày 20 tháng 8 năm 1944 – ngày 21 tháng 5 năm 1991   | 1985-91   | Bombay                     |
| P. V. Narasimha Rao           |  | ngày 28 tháng 6 năm 1921 – ngày 23 tháng 12 năm 2004  | 1992-96   | Tirupati                   |
| Sitaram Kesri                 |  | November 1919 – ngày 24 tháng 10 năm 2000             | 1997-98   | Calcutta                   |
| Sonia Gandhi                  |  | ngày 9 tháng 12 năm 1946–                             | 1998–nay  | Ca                         |